# Росица (река)
Вижте пояснителната страница за други значения на Росица.
Росица е река в Северна България, протичаща през област Габрово (община Севлиево) и област Велико Търново (общини Сухиндол, Павликени, Велико Търново и Горна Оряховица), ляв приток на река Янтра. Дължината ѝ е 164 km, която ѝ отрежда 13-о място сред реките на България. Река Росица е най-големият приток на Янтра.

## Географска характеристика

### Извор, течение, устие
Река Росица извира на 300 m северно от хижа „Мазалат“ в Калоферска планина на около 1400 m н.в. и се насочва на север. До село Батошево протича в дълбоко всечена гориста долина. След това долината ѝ се разширява, а след село Горна Росица навлиза в Севлиевската котловина. От село Кормянско до село Горско Косово пресича в дълбок пролом Севлиевските височини, като проломът е „удавен“ от водите на язовир „Александър Стамболийски“. След изтичането си от язовира Росица се насочва на североизток, а от град Бяла черква – на изток, като протича в широка долина между Павликенското плато на север и Търновските височини на юг. Тази част от долината ѝ е заета от обработваеми земи и служи за граница между Дунавската равнина и Предбалкана. Влива се отляво в река Янтра, на 44 m н.в., на 2 km източно от село Крушето, община Горна Оряховица.

### Водосборен басейн, притоци
Площта на водосборния басейн на Росица е 2262 km2, което представлява 28,8% от водосборния басейн на Янтра, а границите му са следните:
- на запад и северозапад – с водоброрния басейн на река Осъм;
- на север, изток и североизток – с водосбрните басейни на малки реки, вливащи се директно в река Янтра;
- на юг – с водосборния басейн на река Марица.

Водосборната област в Стара планина е залесена главно с широколистни гори. В предпланинския си участък водосборната област на Росица е добре залесена и затревена. Високостеблените гори отстъпват постепенно мястото си на нискостеблени.
Списък на притоците на река Росица. След името на реката е отбелязана нейната дължина и площ на водосборния ѝ басейн, а със стрелки → ляв приток ← десен приток:
- ← Мала Бухалница
- → Багреница
- ← Зелениковец
- → Бяла река
- ← Маришница
- → Негойчевица
- → Студена река
- → Щолби
- ← Лопушница 22 / 148
- → Видима 68 / 554

- ← Граднишка река 21 / 23

- ← Чопарата 21 / 65
- → Крапец 34 / 140 (влива се в язовир „Александър Стамболийски“)
- → Мъгъра (влива се в язовир „Александър Стамболийски“)
- ← Каракайнак (влива се в язовир „Александър Стамболийски“)
- ← Негованка 46,3 / 172,7
- ← Бохот (Бохотя, Курудере) 32 / 99

### Хидроложки показатели
Средногодишен отток при гр. Севлиево – 10,6 m3/s. По течението на реката има изградени още 4 хидрометрични станции – при с. Водолей, с. Валевци, при устието на р. Видима и при устието на Росица в Янтра.
Росица е река със значителни сезонни колебания. Максималният отток е през месеците април-юни, дължащ се на снеготопенето, а минималният – септември. През пролетното пълноводие протича около 70 – 80% от годишния отток, а през лятно-есенното маловодие – 9 – 10%.
Подхранването на Янтра е смесено – дъждовно, снегово и от карстови подземни води. В Стара планина подхранването е предимно от снежни и дъждовни води, а в Предбалкана и от подземни карстови води.
Много често Росица причинява наводнения, поради което почти по цялото ѝ протежение в Дунавската равнина, левият ѝ нисък бряг е коригиран с водозащитни диги. Реката приижда няколко пъти: през 1848, 1858, 1871, 1897 и 1901 г. На 28 юни 1939 г. след пороен дъжд водите на реката преливат. Жертвите от това наводнение са 47 на брой. Десетки къщи и пътища са разрушени, стотици домашни животни се удавят.

## Селища
По течението на реката са разположени 19 населени места, в т. ч. 2 града и 17 села:
- Област Габрово

- Община Севлиево – Угорелец, Валевци, Тумбалово, Стоките, Попска, Карамичевци, Батошево, Горна Росица, Севлиево;

- Област Велико Търново

- Община Сухиндол – Горско Косово, Красно градище;
- Община Павликени – Росица, Бяла черква, Стамболово, Лесичери;
- Община Велико Търново – Дичин, Водолей, Ресен.

## Стопанско значение, природни забележителности
Водите на река Росица в Дунавската равнина, особено в долното течение, се използват главно за напояване, като за тази цел през 1953 г. в най-тясната част на пролома на реката през Севлиевските височини е изграден язовир „Александър Стамболийски“. Водите на язовира и бреговете му предлагат чудесни места за отмора и риболов. В основата на стената действа ВЕЦ „Росица“, а в горното ѝ течение при село Батошево – ВЕЦ „Батошево“.
В село Батошево в близост до реката се намира Батошевският женски манастир „Въведение Богородично“.
До село Горна Росица, на левия бряг на реката е изградена модерната мотописта „Горна Росица“.
Над реката при Севлиево минава каменен мост, построен през 1857 – 1858 г. от майстор Колю Фичето.
На 9 km преди устието на реката, на левия ѝ бряг, в землището на село Никюп се намират останките на античния римски град Никополис ад Иструм, основан през 102 г. сл. Хр. от римския император Траян.

## Топографска карта
- Лист от карта K-35-39. Мащаб: 1 : 100 000.
- Лист от карта K-35-28. Мащаб: 1 : 100 000.
- Лист от карта K-35-27. Мащаб: 1 : 100 000.